# Delicate
«Delicate» (рус. Деликатная тема) — песня американской певицы Тейлор Свифт с шестого студийного альбома Reputation. Песня была выпущена 12 марта 2018 года на лейбле Big Machine Records в качестве четвёртого сингла. Песню написали Свифт совместно с Карлом Мартином Сандбергом и Юхан «Шеллбак» Шустером
«Delicate» получил положительные отзывы музыкальных критиков, которые высоко оценили текст песни и его более мягкое звучание по сравнению с агрессивным электронным звуком самого альбома. Трек фигурирует в итоговых списках лучших песен 2018 года журналов Billboard, Slant Magazine и Rolling Stone. «Delicate» занял 12 место в американском хит-параде  Billboard  Hot 100 и возглавил радиоформатные чарты Billboard: Mainstream Top 40, Adult Contemporary и Adult Pop Songs. Он был сертифицирован в 2-кратном платиновом статусе Ассоциацией звукозаписывающей индустрии Америки (RIAA). Сингл вошел в топ-40 чартов синглов в Австралии, Канаде, Чешской Республике, Греции, Венгрии, Исландии, Ирландии, Малайзии, Новой Зеландии и Норвегии и получил платиновый сертификат в Австралии и Бразилии.

## История
Песня была выпущена в качестве четвёртого в США и шестого в мире сингла с шестого студийного альбома Reputation. Релиз был 12 марта 2018 года на лейбле Big Machine Records.
«Delicate» была написана Свифт, Max Martin и Юханом «Шеллбак» Шустером, а продюсировали её двое последних. «Delicate» длится три минуты и 52 секунды. Роб Шеффилд из журнала Rolling Stone назвал её в качестве песни номер один всего 2017 года, а журнал Vanity Fair включил её в свой список 17 лучших поп-песен 2017 года (The 17 Best Pop Songs of 2017), заявив, что «даже при самом публичном её преследовании Тейлор Свифт обладает секретным оружием, которое отделяет её от конкуренции: она поистине безупречный песенник».

## Релиз
5 марта 2018 года Свифт анонсировала через свой аккаунт в Твиттере, что музыкальное видео для песни «Delicate» будет впервые показано на церемонии IHeartRadio Music Awards, которая пройдёт 11 марта 2018 года. Вслед за премьерой видео, лейблы Big Machine и Republic Records выпустили песню на радиостанциях форматов hot adult contemporary с 12 марта и contemporary hit radio с 13 марта, в качестве четвёртого попрадио-сингла альбмоа Reputation. Свифт выпустила другое музыкальное видео в вертикальном формате эксклюзивно Spotify для пользователей в США, Великобритании, Швеции и Латинской Америки с 30 марта 2018 года. Он стал доступен на YouTube для мировой аудитории с 15 мая.
Два официальных ремикса вышли в поддержку «Delicate»: один от Sawyr и Ryan Tedder, доступный с 25 мая, и второй от Seeb, доступный с 8 июня 2018.

## Музыкальное видео
Музыкальное видео для песни «Delicate» впервые было показано 11 марта 2018 года на церемонии 2018 iHeartRadio Music Awards, после получения Тейлор награды «Female Artist of the Year». Режиссёр Джозеф Кан. За первые 24 часа клип посмотрели около 13 млн раз.
Съёмки видео проводились в различных местах в Лос-Анджелесе, включая отель Millennium Biltmore Hotel, на станции 7th Street/Metro Center из лос-анджелесского метрополитена, в театре Los Angeles Theater и в окрестностях St. Vincent’s Cour и бара Golden Gopher.
К  маю 2023 года число просмотров видео превысило 500 млн раз на YouTube.

## Отзывы
«Delicate» получила положительные отзывы музыкальной критики и интернет-изданий, большинство из которых положительно оценили роль Свифт в качестве автора текстов песен. Consequence of Sound назвал трек в качестве одного из лучших моментов всего альбома Reputation, вместе с «Gorgeous» и «Call It What You Want», Newsweek.
Ройзин О’Коннор из The Independent назвала эту песню примером «самого честного и прямого написания песен Свифт», это «одна из лучших песен Тейлор на сегодняшний день». Стивен Томас Эрлевайн из AllMusic также похвалил изображение Свифт ранимости как «необходимое упражнение» для её роста как певца и автора песен . Энн Пауэрс из NPR назвала «Delicate» одним из «самых запоминающихся треков Reputation» и описала его как напоминание о талантах Свифт в написании песен «о модных предпочтениях её поколения, сплетнях, привычках и мечтах о комфортной жизни среднего класса». Чтобы объяснить эту точку зрения, Пауэрс выдвинула на первый план слова, в которых упоминается интерес Свифт к обуви Nike: «В Америке 21-го века „Найк“ — такое же вызывающее воспоминания слово, как „сердечная боль“ или „обещание“. Свифт понимает то сердце, которое бьётся от названия этого бренда».

### Итоговые списки
| Критик/Публикация | Список                               | Ранг | Ссылка |
| ----------------- | ------------------------------------ | ---- | ------ |
| Rolling Stone     | Rob Sheffield’s Top 25 Songs of 2017 | 1    | [ 4 ]  |
| Vanity Fair       | Best Pop Songs of 2017               | 17   | [ 5 ]  |
| Billboard         | The Best Songs of 2018               | 35   | [ 23 ] |
| Slant Magazine    | Best Single of 2018                  | 9    | [ 24 ] |
| Rolling Stone     | 50 Best Songs of 2018                | 12   | [ 25 ] |

### Награды и номинации
| Год  | Организация                     | Награда                       | Результат | Ссылка |
| ---- | ------------------------------- | ----------------------------- | --------- | ------ |
| 2018 | Teen Choice Awards              | Choice Pop Song               | Номинация | [ 26 ] |
| 2018 | BreakTudo Awards                | Video of the Year             | Номинация | [ 27 ] |
| 2019 | iHeartRadio Music Awards        | Best Music Video              | Победа    | [ 28 ] |
| 2019 | Nickelodeon Kids' Choice Awards | Favourite Song                | Номинация | [ 29 ] |
| 2019 | iHeartRadio                     | Titanium Awards               | Победа    | [ 30 ] |
| 2019 | BMI Awards                      | Award-Winning song            | Победа    | [ 31 ] |
| 2019 | BMI Awards                      | Publisher of the Year         | Победа    | [ 31 ] |
| 2019 | Myx Music Awards                | Favourite International Video | Победа    | [ 32 ] |
| 2019 | ASCAP Awards                    | Award winning song            | Победа    | [ 33 ] |

## Коммерческий успех
В США «Delicate» после релиза в качестве отдельного сингла дебютировала с позиции № 84 в хит-параде Billboard Hot 100. Через неделю поднялась на 66-е место в чарте. Но постепенно достигла 12-го места в американском хит-параде, став 41-м хитом Тейлор в лучшей двадцатке top-20. Это пятая песня с альбома Reputation, сделавшая это, что позволило альбому стать первым за три года, которому удалось выдать пять хитов в двадцатку лучших top-20. Предыдущий раз это был диск 1989 в 2015 году. также песня дебютировала на позиции № 24 в радиочарте современной музыки для взрослых Adult Contemporary, где в ту неделю это был высший дебют. Кроме того, трек дебютировал на 32-м месте мейнстримовом в хит-параде Mainstream Top 40 и на позиции № 37 в чарте Adult Top 40, позднее добравшись до первых мест в обоих этих радиочартах, причём произошло это впервые с альбома Reputation. В журнале Billboard отметили, что по сравнению с другими синглами из Reputation, которые сначала достигали хитпарадного максимума, а затем шли вниз чарта, трек «Delicate» это медленно растущий радиохит, который завоевывал популярность постепенно, и всё больше слушателей оставались с ним.
Сингл стал девятым чарттоппером чарта Billboard Pop Songs (и вторым с альбома Reputation после «Look What You Made Me Do», который лидировал одну неделю с 28 октября 2017 года). Таким образом Свифт догнала Maroon 5, Бруно Марса и Пинк, у которых по 9 хитов № 1 в этом чарте. И только y Кэти Перри и Rihanna больше (по 11).

## Концертные исполнения
Свифт включила песню «Delicate» в сет-лист своего Reputation Stadium Tour (2018). Во время концертов она исполняла песню, стоя в корзине золотого воздушного шара, который парил над толпой. Свифт исполнила акустическую версию песни на гитаре на музыкальном фестивале Radio 1’s Big Weekend, организованном BBC Radio 1 27 мая 2018 года в Суонси. 6 декабря 2018 года Свифт без предупреждения появилась на благотворительном концерте Ally Coalition Talent Show, организованном продюсером Джеком Антоноффом в Нью-Йорке, где она исполнила акустическую версию песни «Delicate» вместе с Хейли Кийоко
23 апреля 2019 года Свифт исполнила акустическую версию песни в Линкольн-центре исполнительских искусств во время гала-вечера Time 100 Gala, где она была отмечена как один из «100 самых влиятельных людей» года. Во время продвижения своего седьмого студийного альбома Lover в 2019 году Свифт исполнила песню на фестивале Wango Tango 1 июня, на концерте Amazon Prime Day 10 июля, и на разовом концерте City of Lover в Париже 9 сентября.
Песня «Delicate» была включена в сет-лист шестого хедлайнерского концертного тура Свифт, Eras Tour (2023).

## Чарт
| Чарт (2018)                                | Высшая позиция |
| ------------------------------------------ | -------------- |
| Австралия (ARIA)                           | 28             |
| Австрия (Ö3 Austria Top 40)                | 70             |
| Бельгия/Фландрия (Ultratip Bubbling Under) | 4              |
| Бельгия/Валлония (Ultratip Bubbling Under) | 4              |
| Канада (Billboard Canadian Hot 100)        | 20             |
| Канада (Billboard AC)                      | 3              |
| Канада (Billboard CHR/Top 40)              | 6              |
| Канада (Billboard Hot AC)                  | 2              |
| Чехия (Rádio — Top 100)                    | 19             |
| Чехия (Singles Digitál Top 100)            | 31             |
| Франция (SNEP)                             | 169            |
| Греция (IFPI)                              | 25             |
| Гондурас (Monitor Latino)                  | 11             |
| Венгрия (Stream Top 40)                    | 32             |
| Исландия (RÚV)                             | 3              |
| Ирландия (IRMA)                            | 31             |
| Малайзия (RIM)                             | 14             |
| Новая Зеландия (Recorded Music NZ)         | 33             |
| Норвегия (VG-lista)                        | 27             |
| Польша (Polish Airplay Top 100)            | 42             |
| Португалия (AFP)                           | 56             |
| Шотландия (OCC Scotland)                   | 51             |
| Словакия (Rádio — Top 100)                 | 61             |
| Словакия (Singles Digitál Top 100)         | 44             |
| Швеция (Sverigetopplistan)                 | 98             |
| Швейцария (Schweizer Hitparade)            | 88             |
| Великобритания (OCC UK Singles)            | 45             |
| США (Billboard Hot 100)                    | 12             |
| США (Billboard Adult Contemporary)         | 1              |
| США (Billboard Adult Pop Airplay)          | 1              |
| США (Billboard Dance/Mix Show Airplay)     | 4              |
| США (Billboard Pop Airplay)                | 1              |
| Венесуэла (National-Report)                | 69             |

## Сертификации
| Регион | Сертификация  | Продажи   |
| --- | ------------- | --------- |
| Австралия (ARIA) | Платиновый    | 70 000    |
| Бразилия (ABPD) | Платиновый    | 40 000    |
| Великобритания (BPI) | Платиновый    | 600 000   |
| США (RIAA) | 2× Платиновый | 2 000 000 |
| * Данные о продажах приведены только на основе сертификации. · Данные о продажах + прослушиваниях приведены только на основе сертификации. |               |           |

## История релиза
| Регион         | Дата           | Формат                       | Версия                   | Лейбл                | Ссылка |
| -------------- | -------------- | ---------------------------- | ------------------------ | -------------------- | ------ |
| Разные         | 10 ноября 2017 | Цифровые загрузки стриминг   | Оригинальная             | Big Machine          | [ 82 ] |
| США            | 12 марта 2018  | Hot adult contemporary radio | Оригинальная             | Big Machine Republic | [ 83 ] |
| США            | 13 марта 2018  | Contemporary hit radio       | Оригинальная             | Big Machine Republic | [ 84 ] |
| Италия         | 20 апреля 2018 | Contemporary hit radio       | Оригинальная             | Universal            | [ 85 ] |
| Великобритания | 20 апреля 2018 | Contemporary hit radio       | Оригинальная             | Big Machine Republic | [ 86 ] |
| Разные         | 25 мая 2018    | Цифровые загрузки стриминг   | Микс Sawyr & Ryan Tedder | Big Machine Republic | [ 11 ] |
| Разные         | 8 июня 2018    | Цифровые загрузки стриминг   | Ремикс Seeb              | Big Machine Republic | [ 12 ] |